# Větrovský potok (přítok Lužnice)
Větrovský potok je menší vodní tok v Táborské pahorkatině, levostranný přítok Lužnice v okrese Tábor v Jihočeském kraji. Délka toku měří 2 km.

## Průběh toku
Potok pramení u železniční trati Tábor - Bechyně západně od Větrov, části Tábora, v nadmořské výšce 501 metrů. Potok teče severním směrem a podtéká silnici II/137. Před ústím se na potoce nacházejí dvě dvoumetrové kaskády. Průtok přes Větrovské kaskády činí 15 l/s. Severovýchodně od Hnojné Lhotky, části obce Slapy, se Větrovský potok zleva vlévá do Lužnice v nadmořské výšce 378 metrů.